# Unilever
Unilever (/ˈjuːniˌliːvə/) est une multinationale anglo-néerlandaise, dont le siège social est situé à Londres et à Rotterdam.
Le groupe est présent dans l'alimentation et l’hygiène et contrôle de nombreuses marques connues.
Unilever est en 2010, par son volume de ventes, le quatrième acteur mondial du marché de l'agroalimentaire, derrière Nestlé, PepsiCo et Coca-Cola Company.
En 2022, la société emploie 127 000 salariés pour un chiffre d'affaires de 60,1 milliards d'euros.

## Histoire

### 1929-2000
Unilever a été fondé le 2 septembre 1929 par la fusion de la compagnie néerlandaise de margarine Margarine Unie (familles Jurgens et van den Bergh) et du fabricant de savon Lever Brothers (fondé par William Hesketh Lever), formant l'une des premières multinationales de produits de grande consommation. La fusion fut entreprise pour bénéficier de l'usage partagé de saindoux nécessaire à la fabrication de la margarine comme pour le savon et qui pouvait être importé en plus grandes quantités.
Le nom provient de la contraction des deux entités : Margarine Unie + Lever Brothers, avec Uni à prononcer à la néerlandaise et Lever à prononcer à l'anglaise : uu.nie.lee.ver.
Dans les années 1930, ses activités se développent et de nouveaux sites apparaissent en Amérique du Sud et en Afrique : Unilever est cité avec d'autres grandes compagnies coloniales dans le premier film anticolonialiste français, Afrique 50 (René Vautier, 1949) pour avoir réalisé 11,5 milliards de bénéfices en une année.
En 1960, Astra et Calvé, deux filiales d'Unilever spécialisées dans la fabrication d'huiles et de margarines, fusionnent pour devenir Astra Calvé. Après le rachat de Puget en 1974, le savon et les graisses comestibles représentent 40 % des profits d'Unilever en 1980. En 1984, le groupe achète la marque Brooke Bond (fabricant du thé PG Tips)[réf. nécessaire].
En 1989, Unilever achète Calvin Klein Cosmetics, Fabergé (en) (marques Fabergé, Brut (en) et Aqua Net (en)) et Elizabeth Arden (maquillage et parfums de luxe, revendue en 2000 à FFI Fragrances).
En 1994, Unilever rachète Miko à la famille du fondateur, et l'intègre à Cogesal, la division glaces et surgelés du groupe, qui possédait également Carte d'Or, Cornetto, Iglo, les glaces Motta et Vivagel. La filiale a été renommée à cette occasion Cogesal-Miko, et le nom Miko sera par la suite apposé à tous les produits glacés vendus par Unilever en France, en remplacement de la marque Motta, utilisée sous licence délivrée par le groupe italien IRI. Dans le cadre du rachat de Miko, Unilever cède Vivagel à BSN.
En 1996, Unilever prend le contrôle de Helene Curtis Industries, qui donne au groupe une grande présence sur le marché des déodorants et des shampoings aux États-Unis.

### 2000-2011

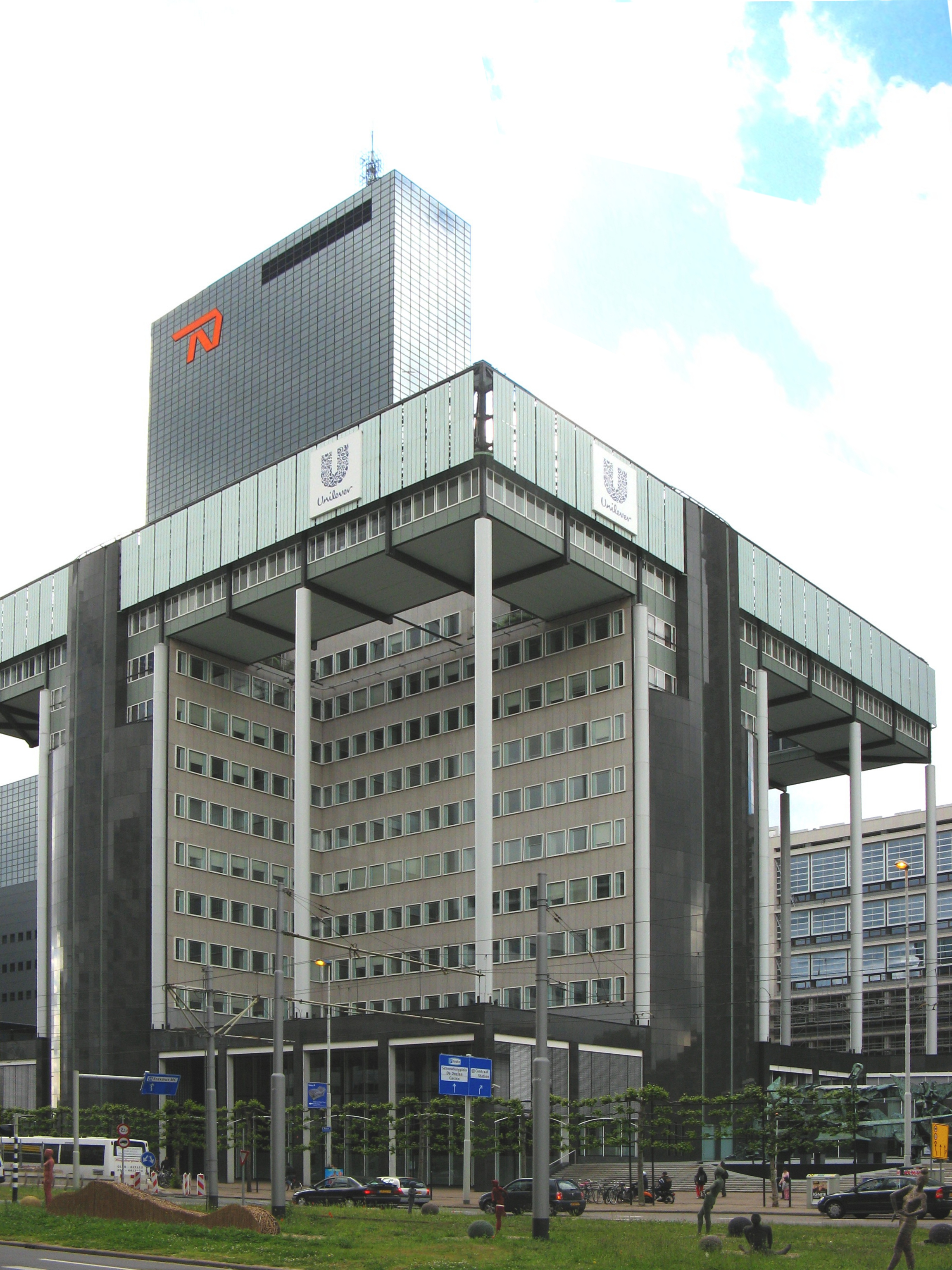
Le siège à Rotterdam.

En 2000, Unilever rachète successivement Amora Maille à Danone, Ben & Jerry’s, Slim Fast (pour un montant de 1,8 milliard d'€) et Bestfoods, une entreprise américaine spécialisée dans la fabrication et la distribution de produits agroalimentaires, qui possédait notamment les marques de mayonnaise Hellmann's, Best Foods, Lesieur, de soupe Knorr, de levure Alsa, de fécule Maizena et de chocolat Banania et Benco. Ces acquisitions renforcent la présence d'Unilever en Amérique du Nord et étend son portefeuille de marques alimentaires. Afin de ne pas se retrouver en position dominante, l'entreprise s'est engagée auprès de la commission européenne à revendre six marques, dont Lesieur et Royco cédées à Campbell l'année suivante.
La même année, Unilever entame une réorganisation du groupe, trop fragmenté avec ses 1 600 marques dans le monde. Il est décidé de diviser par quatre leur nombre et de se focaliser sur des marques mondiales comme Signal, Lipton ou Knorr. Certaines changent de nom, pour revêtir celui d'une autre marque du groupe, et d'autres sont vendues. Ainsi, en France, Banania, Benco et Yabon sont cédés en 2003 à Nutrial, Puget à Lesieur en 2004, Sanogyl à Bolton Group en 2006 et Boursin au groupe Bel en 2007.
Le 2 août 2007, Unilever poursuit sa restructuration et annonce la suppression de 20 000 postes dans le monde en quatre ans.
En 2008, Unilever réorganise ses sites de production français Amora Maille : l'usine historique de Dijon et celle d'Appoigny dans l'Yonne sont fermées, et la production de moutarde et de cornichons est transférée sur le site de Chevigny-Saint-Sauveur.
Cette année-là a également lieu la cession de ses activités de détergents en Amérique du Nord (marques Sun, Snuggle (Cajoline), Surf (Skip)) au groupe Huish Detergents, qui se renomme Sun products.
En 2009, Unilever rachète l'unité d'hygiène corporelle de Sara Lee Corporation, comprenant entre autres les marques de gel douche Sanex (en) et Monsavon (Duschdas en Allemagne et Radox (en) au Royaume-Uni), de dentifrice Zendium (en) et les produits de rasage Williams, pour 1,3 milliard d'euros,. Cependant, le groupe est contraint par la commission européenne de céder Sanex afin de ne pas se retrouver en position dominante ; la marque en question passe alors entre les mains de Colgate-Palmolive.
En septembre 2010, Unilever achète Alberto-Culver, fabricant américain de produits d'entretien et de soin de la personne avec des marques telles que TRESemmé, Nexxus ou VO5, pour 3,7 milliards de dollars,,.

### Depuis 2011
Le 14 octobre 2011, Unilever acquiert 82 % du leader russe Kalina, entreprise de produits de beauté. Les marques du groupe étendent la présence sur les marchés émergents, renforcent le portefeuille de marques du groupe sur la catégorie du soin de la personne et donnent à Unilever une position de leader sur le marché du soin de la peau en Russie.
En 2013, Unilever vend sa marque de pâte d'arachide Skippy à l'entreprise américaine Hormel Foods pour 700 millions de dollars. Il a, également la même année, vendu pour 580 millions de dollars ses marques de sauces Wish-Bone et Western à Pinnacle Foods, ainsi que celle d'huile Unipro présente en Turquie et de la marque Royal Pasta présente aux Philippines. Il a également vendu ses produits d'hygiène et de beauté Soft & Beautiful, TCB et Pro-Line Comb-Thru à l'entreprise Strength of Nature en novembre 2013.
En mai 2014, Unilever vend ses marques de sauces pour pâtes Ragu et Bertolli pour 1,57 milliard à Mizkan. En juillet 2014, elle vend la marque Slim-Fast à Kainos Capital, un fonds d'investissement, pour un montant inconnu (mais surement inférieur à 1,2 milliard d'euros). En décembre 2014, elle achète à Procter & Gamble les marques de savon Camay, Zest et des actifs industriels comprenant 170 employés, pour un montant inconnu.
En juillet 2015, Unilever acquiert Murad pour un montant inconnu.
En juillet 2016, Unilever annonce acquérir Dollar Shave Club, une entreprise américaine de produits de rasage, pour un montant estimé à 1 milliard de dollars. En septembre 2016, Unilever annonce l'acquisition de Seventh Generation, entreprise américaine spécialisée dans les produits d'hygiène écologiques.
En 2017, Kraft Heinz renonce au rachat d'Unilever,. En mai 2017, Unilever annonce l'acquisition des activités dédiées à l'hygiène de Quala, une entreprise colombienne, pour un montant non dévoilé. En septembre 2017, Unilever achète Carver Korea, une entreprise cosmétique sud-coréenne, pour 2,27 milliards d'euros. En novembre 2017, Unilever acquiert la marque de thé Tazo à Starbucks pour 384 millions de dollars. En novembre 2017, Unilever annonce l'acquisition de Sundial Brands, une entreprise américaine de soins du corps. En décembre 2017, Unilever annonce la vente de ses margarines au fonds d'investissement KKR pour 6,83 milliards d'euros. Cette vente inclut notamment les marques Planta Fin, Fruit d'Or, Becel, Flora, Country Crock et Blue Band.
KKR regroupera ces marques au sein du nouveau leader mondial des pâtes à tartiner, Upfield (en).
La marque Alsa acquise en 2000 est rachetée en février 2018 par le Groupe Oetker.
Le 15 mars 2018, à la suite du Brexit, la firme annonce qu'elle passera d'un statut bi-national à deux entités, à une seule, basée aux Pays-Bas. Elle emploie à cette date 7 300 personnes au Royaume-Uni où elle se place au troisième rang des entreprises de ce pays et 3 100 personnes aux Pays-Bas. Finalement, le 5 octobre 2018, l'entreprise fait marche arrière et abandonne son projet de siège social unique aux Pays-Bas à cause de la pression de ses actionnaires britanniques qui souhaitent rester affiliés à la bourse de Londres et des inquiétudes sur l'impôt sur les dividendes qui est à hauteur de 15 % pour les entreprises implantées aux Pays-Bas.
En décembre 2018, Unilever annonce l'acquisition des activités sous la marque Horlicks de GlaxoSmithKline pour 3,8 milliards de dollars. En avril 2019, Unilever annonce l'acquisition des marques Fluocaril et Parongencyl à Procter & Gamble, pour un montant non dévoilé.
En novembre 2019, alors que Burger King débute la vente de burgers à base de plantes dans ses enseignes européennes, Unilever annonce que son enseigne Vegetarian Butcher a conclu un partenariat avec le groupe de restauration rapide pour proposer ce produit dans 25 pays d'Europe.
En juin 2020, Unilever annonce l'abandon de son deuxième siège social aux Pays-Bas, pour ne garder que son siège social à Londres.
En février 2021, le groupe annonce un bénéfice net de 6,1 milliards d'euros sur l'année 2020, dont 4,3 milliards ont été reversés aux actionnaires sous forme de dividendes,[source secondaire nécessaire]. Les effectifs mondiaux du groupe ont dans le même temps diminué pour passer de 150 000 salariés en 2019[source secondaire nécessaire] à 149 000 en 2020[source secondaire nécessaire].
En avril 2021, Unilever acquiert Onnit, entreprise américaine spécialisée dans les compléments alimentaires. En novembre 2021, Unilever annonce la vente de ses activités dans le thé, dont la marque Lipton, au fonds d'investissement CVC Capital Partners pour 4,5 milliards d'euros.

## Marques du groupe
Unilever possède en 2008 plus de 400 marques dans le monde, dont 13 ont un chiffre d’affaires s’élevant à plus d’un milliard d’euros et 8 à plus d'un demi-milliard d'euros. Ensemble, les 20 marques principales d’Unilever représentent environ 70 % des ventes au niveau mondial[source secondaire nécessaire].
Recensement des marques Unilever présentes en France, en Belgique et en Suisse par catégories de produits :
- Boisson et Glaces : Ben & Jerry's, Miko/Ola/Lusso (Magnum, Carte d'Or, Max Adventures, Viennetta, Café Zéro, Cornetto), Éléphant, Lipton, Klondike, Yula, Grom.
- Alimentaire : Amora, Oswald Nahrungsmittel GmbH (société alimentaire suisse pour la filiale d'Unilever depuis 2000), Becel, Calvé, Planta, Knorr, Planta Fin, Hellmann's and Best Foods, Fruit D'Or, Maille, Rama, Chirat, Maïzena, Lätta.
- Soins de la personne : Axe, Brut, Dove, Elida Gibbs, Monsavon, Rexona, Fissan, Signal, Timotei, Williams, Duschdas, Love Beauty and Planet.
- Entretien de la maison : Buhler, Cajoline, Enka, Cif, Domestos, Comfort, Omo, Skip (en), Persil, Coral, Sun, Glorix.

Unilever possède des marques internationales (Knorr, Lipton) mais également de nombreuses marques locales. Ainsi, les glaces Miko se nomment Ola en Belgique et au Portugal, Algida en Italie, Langnese en Allemagne, ou Frigo en Espagne. Ceci s'explique par le fait qu'Unilever a construit son activité glaces au fil des années en rachetant dans chaque pays une entreprise déjà implantée. Le groupe a décidé en 1998 de donner le même logo en forme de cœur à toutes ses filiales, tout en conservant leur nom propre à chaque pays. Ce logo a ensuite été simplifié en 2003[réf. nécessaire].
Pour certains domaines comme les détergents, le groupe possède plusieurs marques, mais ne les commercialise pas toutes dans chaque pays. Ainsi, Persil n'est commercialisé que sur quelques marchés comme le Royaume-Uni, l'Irlande ou la France. Skip est présente en Grèce, en France, à Chypre, au Portugal, en Espagne, en Afrique de Sud et en Amérique latine[réf. nécessaire].

## Activité
Les produits Unilever sont regroupés en quatre grandes catégories : boissons et glaces, alimentaire, soin de la personne et entretien de la maison.

### France
Le siège social d'Unilever France est situé à Rueil-Malmaison (Hauts-de-Seine). En 2011, Unilever France employait 2 800 salariés et son chiffre d'affaires s'élevait à 2,5 milliards d'euros.
Unilever possède trente-deux marques dans ces quatre catégories de produits : les boissons et les glaces, l’alimentaire, le soin de la personne et l’entretien de la maison. Depuis janvier 2014, le PDG d’Unilever France est Bauke Rouwers.
La France compte trois usines de production exportatrices :
- Le Meux (Oise) qui produit les marques Signal et Dove (shampooings uniquement).
- Saint-Dizier (Haute-Marne), usine Miko, fabriquant les produits Cornetto, Carte d'Or et Calippo.
- Chevigny-Saint-Sauveur (Côte-d'Or), qui produit les marques Amora et Maille.

Avant 2012, Unilever France possédait une septième usine à Gémenos (Bouches-du-Rhône). Il s'agissait de l'usine Fralib qui produisait les marques Lipton et Éléphant. La fermeture annoncée de cette usine pour délocaliser les emplois soulève de nombreuses polémiques et entraîne l'occupation du site[source secondaire nécessaire].
La totalité des lessives et des gels douches vendus en France sont importés.
Le groupe est épinglé en 2023 pour un recours fréquent à la réduflation.

## Gouvernance
| Nom                               | %      |
| --------------------------------- | ------ |
| Unilever holding                  | 15,2 % |
| The Vanguard Group                | 2,41 % |
| Norges Bank Investment Management | 1,75 % |
| Wellington Management             | 1,38 % |
| BlackRock Fund Advisors           | 1,28 % |
| Amundi Asset Management           | 1,18 % |
| DWS Investment                    | 1,05 % |
| BlackRock Advisors                | 0,68 % |
| Vontobel Asset Management         | 0,67 % |
| Fidelity Management & Researh     | 0,63 % |

## Mises en cause et controverses

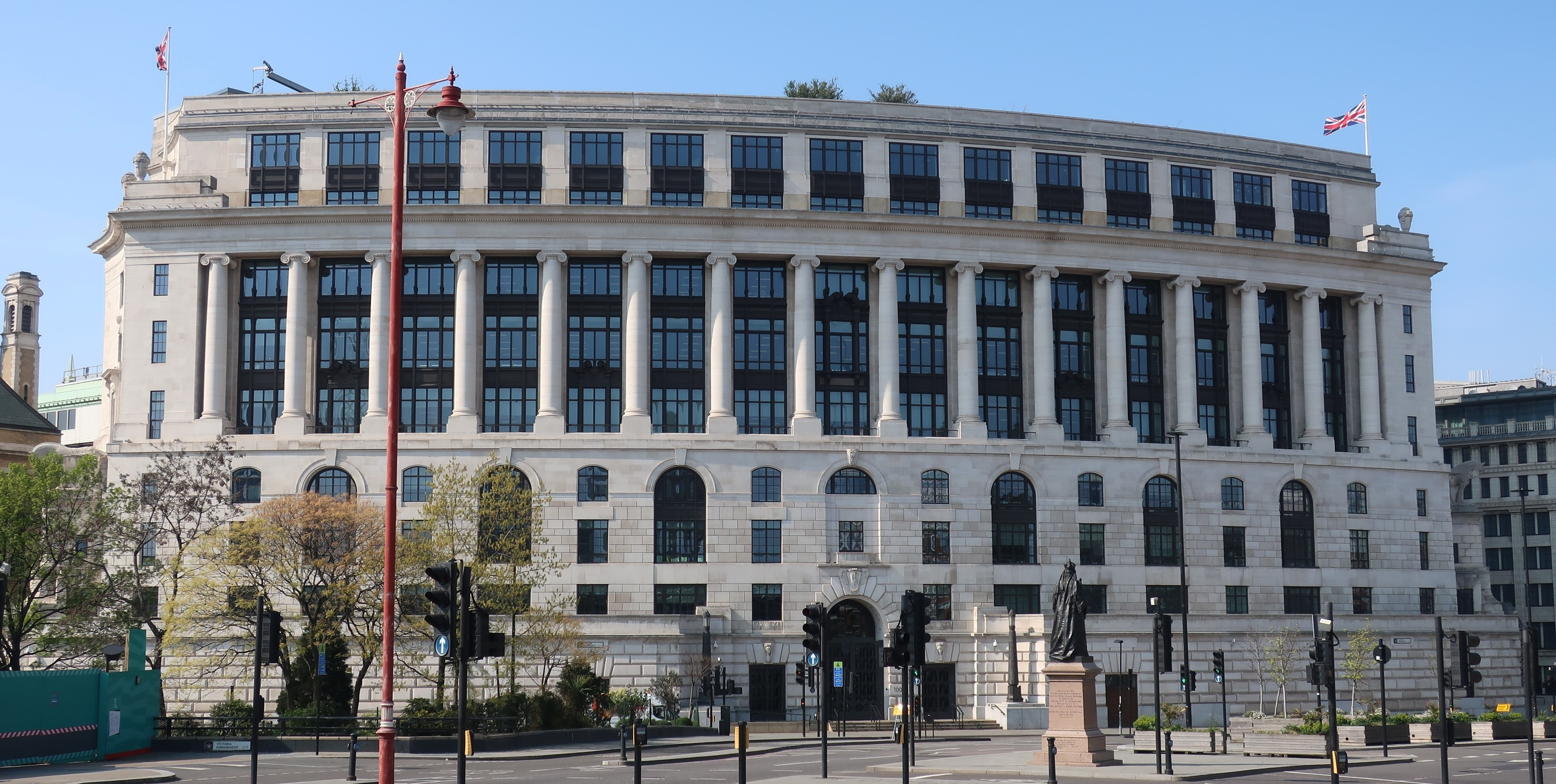
Unilever House en 2020, Londres

### Fixation des prix
En avril 2011, Unilever se voit infliger une amende de 104 millions d'euros par la commission européenne pour avoir illégalement pris part à un cartel de fixation des prix en Europe, aux côtés de Procter & Gamble et Henkel.
Dans le volet français de cette même affaire, le groupe est exonéré d'amende le 8 décembre 2011 pour son aide au démantèlement du cartel de la lessive en France. Les autres entreprises impliquées, Henkel, Colgate-Palmolive et Procter & Gamble seront condamnés à des amendes.
L'entreprise a aussi été mise en cause en 2014, aux côtés de 12 autres entreprises du secteur de l'entretien, de l'hygiène, de la beauté, pour des ententes sur leurs prix. Une amende cumulée record de 948,9 millions d'euros a été confirmée par la cour d'appel en 2016.

### Écologie
À part dans les pays où le phosphate a été totalement interdit dans les lessives comme en France depuis le 1er juillet 2007, Unilever continue à l'utiliser dans ses produits OMO et Skip en Amérique latine malgré les dommages qu’entraîne le phosphate aux eaux des lacs et rivières.
Le 7 mars 2001, GreenPeace accuse Hindustan Unilever d'avoir déversé 7,4 tonnes de déchets contenant du mercure derrière une de ses usines près de Kodaikanal, une ville indienne de 34 000 habitants. Le scandale local fut d’une si grande ampleur qu’Unilever dut fermer l’usine.

### Polémique des tests sur animaux
Unilever utilise les animaux pour tester une partie de ses produits et de ses principes actifs. Il se déclare cependant en faveur de l'élimination de ces tests tout en continuant à les mettre en pratique[source secondaire nécessaire].
Début 2011, le groupe a décidé d'arrêter les tests pour la marque de thé Lipton sous la pression et l'indignation des associations et a capitulé. Ces tests ont notamment été dénoncés comme n'ayant aucune valeur légale[Par qui ?]. Ils étaient destinés à fournir des arguments de marketing faisant référence à la notion d'alicament pour les thés Lipton. Ainsi, la marque a cherché à observer si une consommation de thé pouvait atténuer une diarrhée dues à une forte présence de bactéries E. coli chez les porcs, diminuer le cholestérol pour des lapins ayant subi un régime riche en matières grasses, en lipides, réduire l'inflammation de la paroi intestinale pour des souris ayant ingéré des feuilles de thé, ou encore diminuer les affections sur des rats subissant un régime riche en sucres.
Aucune autre décision d'arrêter les tests n'a été évoquée concernant un quelconque autre produit du groupe. Ces tests, selon l'industriel, étant, à sa demande, pratiqués par des tiers[réf. souhaitée].

### Pots-de-vin
En 2001, Unilever admet donner des pots-de-vin aux autorités des pays en voie de développement afin de faire avancer les dossiers dans lesquels ils ont des intérêts. La compagnie affirme que cette pratique n’est « pas encouragée, mais tolérée ».

### Grèves des travailleurs
Unilever a fait appel à la police militaire afin d’intimider ses travailleurs d’une usine au Pakistan lors d'un conflit de travail.

### Amora Maille
Depuis le rachat d'Amora Maille par Unilever, une partie de la production a été délocalisée en Europe : les vinaigrettes en République tchèque, le ketchup en Turquie. Cependant, la production de vinaigrettes a été rapatriée en France en 2010.
Les cornichons vendus sous les marques Amora et Maille, jadis récoltés dans l'Yonne, viennent depuis les années 2000 de Chine ou d'Inde.

### Fralib
La filiale d'Unilever qui fabrique les thés Lipton et Éléphant possédait deux unités de production en France. Après la fermeture de l'usine du Havre en 1998, Unilever décide en septembre 2010 de fermer l'usine Fralib de Gémenos, qui emploie 182 personnes, et de transférer la production en Pologne. L'usine, parfaitement rentable, consacrait les deux tiers de ses bénéfices aux actionnaires. Les salariés et leurs organisations syndicales lancent alors une campagne de boycott ciblé, décident d'occuper l'usine pour le maintien de l’activité et proposent d'autres solutions de reprise. Ils réclament la cession de la marque Éléphant et un accord de sous-traitance avec Unilever.
En mai 2014, après l'annulation par trois fois de son plan social par la justice et 1 336 jours d'occupation de l'usine, les Fralibs l'emportent : Unilever conserve la marque, mais cède les machines pour un euro et finance la création d'une SCOP. Les salariés forment la coopérative Scop-TI et y établissent une grille de salaires assez resserrée entre ouvriers et cadres, suppriment la pointeuse et établissent un système de polyvalence avec suppression de certaines tâches. Conformément au statut des coopératives, les décisions stratégiques sont prises lors d’assemblées générales qui réunissent tous les coopérateurs, selon le principe « une personne égale une voix ».

### Travail forcé et travail des enfants
En novembre 2016, Amnesty International publie un rapport dénonçant le travail des enfants et le travail forcé dans les plantations indonésiennes de palmiers à huile fournissant des entreprises comme Nestlé, Unilever, Kellogg's, Colgate-Palmolive et Procter & Gamble,.

### Pressions sur une journaliste refusant de promouvoir des produits blanchissants
Unilever aurait effectué des pressions sur Kinita Shenoy, éditrice en chef du Cosmopolitan sri-lankais, puis fait licencier celle-ci, après son refus de promouvoir des produits de blanchiment de la peau,,.

### Conflit israélo-palestinien et territoires palestinien occupés
La marque Ben & Jerry's, faisant partie du groupe Unilever mais étant indépendante sur certains aspects de sa communication, a annoncé en juillet 2021 arrêter la distribution de ses produits dans les territoires palestiniens occupés par Israël, tout en continuant de les vendre dans les territoires légitimes d'Israël. Des tensions entre Unilever et le conseil d'administration indépendant de Ben & Jerry's auraient éclatées avant la publication de cette annonce, celui-ci ne voulant pas faire mention d'une continuation des ventes en Israël. Unilever aurait publié le communiqué sans l'accord du conseil d'administration de Ben & Jerry's. Selon le membre du conseil d'administration de Ben & Jerry's Anuradha Mittalttal, cette décision aurait été prise depuis juillet 2020, mais n'aurait jamais été officialisée ni mise en place par le PDG Matthew McCarthy, qui avait été nommé par Unilever en 2018.
Unilever a annoncé en juin 2022 avoir vendu ses "intérêts commerciaux en Israël" à Avi Zinger, qui jusqu'ici manufacturait et distribuait les produits de la marque via l'entreprise American Quality Product grâce à une franchise. Avi Zinger a annoncé dans la foulée de cet achat la reprise des ventes des produits Ben & Jerry's dans les territoires palestiniens occupés par Israël, rendant caduque la décision du conseil d'administration de Ben & Jerry's prise un an plus tôt. Ben & Jerry's a répondu par le biais d'un tweet qu'ils "n'approuvaient pas cette décision", et qu'il "était incompatible avec les valeurs de la marque de vendre leurs glaces dans les territoires palestiniens occupés".
Ben & Jerry's porte plainte en novembre 2024 contre sa société mère, qu'elle accuse de censurer ses prises de position sur le conflit israélo-palestinien et les territoires occupés. Selon la plainte, « Ben & Jerry’s a essayé de s’exprimer publiquement en faveur de la paix et des droits de l’homme. Unilever a réduit au silence chacun de ces efforts », violant ainsi les termes d'un accord juridique entre les deux parties.

### Presse
- Cécile Prudhomme, « Amende exceptionnelle pour le cartel de la lessive », Le Monde,‎ 8 décembre 2011 (lire en ligne)